# 일본은 없다
《일본은 없다》는 대한민국의 정치인 전여옥이 일본에서 기자를 하던 시절에 직접 저술하였다고 주장하는 기행문이다. 1993년 11월에 지식공작소에서 2권으로 나누어 출간되었다. 책은 대부분이 일본에 대한 독설적 내용으로 이뤄져 있으며 일본을 과도하게 비난하고 있다. 2권으로 나뉘어 있으며 총 10장으로 구성되어 있다. 이 책은 일본에서 《슬픈 일본인》이라는 이름으로 발간되었다. 
한편 대법원은 유재순의 저서 《일본인 당신은 누구인가》를 표절한 것으로 판결내렸다.

## 표절 판정
2007년 전여옥의 대표적인 베스트셀러인 《일본은 없다》의 표절 의혹을 제기한 오마이뉴스 기사와 관련해 전여옥 측은 기사를 작성한 오마이뉴스 대표 오연호와 편집장 정운현, 인터넷 정치평론 사이트인 서프라이즈의 논객 김 모씨 등 5명을 상대로 낸 5억 원의 손해배상 및 명예훼손 손해 배상 청구 소송을 제기하였으나 패소했다.
전씨는 친하게 지내던 유재순씨가 일본에 대한 책을 출간하려고 초고를 작성하고 있음을 알면서도 유씨로부터 들은 내용을 무단으로 사용하거나 인용해 《일본은 없다》의 일부분을 작성했다고 보인다. … 이 같은 결론이 유씨와 가까운 증인들의 진술에 근거하기는 하지만 책이 출간된 지 10년이 넘어 유씨의 취재 자료나 초고가 남아 있지 않은 상황에서 유씨 측 증거가 전씨 측 것보다 더 신빙성이 있어 보인다. … 오마이뉴스의 기사 및 칼럼은 전체적으로 진실한 사실로 볼 수 있고 공익성이 인정되므로 전씨의 손해배상 주장도 받아들이지 않는다.

라고 재판부는 설시하여 타인의 아이디어를 무단으로 인용했음을 인정했다.
2010년 1월 13일에 재판부는 "전 의원이 일본에서 가깝게 지내던 유씨가 일본사회에 관한 책을 출간할 예정이라는 점을 알면서도 유씨로부터 전해들은 취재내용, 소재 및 아이디어를 무단으로 사용하거나 인용해 '일본은 없다'의 일부분을 작성했다고 봄이 상당하다"라는 판결로 전여옥의 항소를 기각하였다. 1월 15일, 유재순은 자신이 편집장으로 있는 JPNews의 칼럼을 통해 공식적 입장을 표명하였다. 이 글에서 유재순은 전여옥의 일본 거주 당시 자신이 많은 도움을 주었음에도 불구, 전여옥은 공공연히 원고의 일부 또는 취재내용을 얻어간 후 그것을 스스로의 저작물에 도용하였음을 밝히고 있다.
2012년 5월 18일 대법원은 1, 2심과 마찬가지로 원고(전여옥) 패소 판결을 내림으로써 표절로 판정하였다.